# Французы в Ливане
Французы в Ливане (фр. Français du Liban), также Франко-ливанцы (фр. Franco-Libanais) — часть французской диаспоры, проживающая в Ливане. В большинстве своём являются гражданами Франции, также среди них высока доля лиц с двойным гражданством. Численность франко-ливанцев составляет около 21 000 человек; при этом данные, касающиеся их религиозной и языковой принадлежности, как правило, отсутствуют.

## Политическое представительство
Франко-ливанцы представлены в Ассамблее французских граждан за рубежом; Ливан, вместе с Сирией, Ираком и Иорданией (в этих странах также есть французская община, хотя и гораздо меньшая), входит в состав избирательного округа Бейрут, от которого в Ассамблею избираются три представителя. Последние выборы в Ассамблею состоялись 18 июля 2006 года, в них участвовало 4 156 избирателей, в том числе 3 787 франко-ливанцев. Были избраны представители: Жан-Луи Манге (фр. Jean-Louis Mainguy; род. 1953, Бейрут, партия Союз демократов и независимых либералов), Дениз Ревер-Хаддат (фр. Denise Revers-Haddad; род. 1940, Варенн-Жарси, партия Движение французских граждан за рубежом) и Марсель Логель (фр. Marcel Laugel; род. 1931, Алжир, партия Союз демократов и независимых либералов)
На парламентских выборах 2012 года Ливан входил в состав Десятого избирательного округа для французов за рубежом, включавшего Ближний Восток, Центральную, Восточную и Южную Африку. По состоянию на 31 декабря 2011 года в округе было зарегистрировано 147 997 избирателей, из них 21,428 — в Ливане. Из 11 кандидатов, выдвинувшихся в округе, только двое постоянно проживали в Ливане; при этом оба кандидата не принадлежали ни к одной из крупных партий Франции.

## Франко-ливанцы во Франции
В 2007-2012 годах в Национальном собрании Франции было два депутата ливанского происхождения — Анри Джибраэль (член Социалистической партии) и Эли Абуд (родился в Бейруте в 1959 году, член Союза за народное движение). Кроме того, в те же годы в правительство Франции входил, в качестве министра промышленности, энергетики и электронной экономики, Эрик Бессон, чья мать была родом из Ливана.